# Zardāb-e Moḩebb
Zardāb-e Moḩebb (persiska: زردآب محبّ, Zardāb-e Moḩeb) är en ort i Iran.   Den ligger i provinsen Kermanshah, i den nordvästra delen av landet, 400 km väster om huvudstaden Teheran. Zardāb-e Moḩebb ligger 1 287 meter över havet och antalet invånare är 281.
Terrängen runt Zardāb-e Moḩebb är varierad. Runt Zardāb-e Moḩebb är det ganska tätbefolkat, med 185 invånare per kvadratkilometer. Närmaste större samhälle är Harsīn, 19,6 km sydost om Zardāb-e Moḩebb. Trakten runt Zardāb-e Moḩebb består till största delen av jordbruksmark.